# Ranel·la
Ranella és un gènere de gastròpodes marins de la família Ranellidae propis d'aigües càlides de mars tropicals.

## Característiques
La seva conquilla és sòlida, llarga, espiralada, amb una obertura arrodonida, amb un canal sifonal conspicu, inclinat cap a l'esquerra. Posseïx varices, costelles, arrodonides i cridaneres, la qual cosa dota d'una textura especial aquesta conquilla.

## Taxonomia
- Ranella gigantea. Corn rugós, espècie de la família dels tritònids que viu a profunditats superiors a 50 m, a les zones de coralls.[1] La closca presenta rugositats en forma de petits punts en relleu, que formen línies concèntriques perpendiculars a l'eix longitudinal del cargol.
- Ranella olearius Linnaeus, 1758.
- Ranella parthenopaeum von Salis, 1793. Alguns autors no la consideren Ranella, sinó d'un gènere distint, en el qual rebria el nom de Cymatium parthenopeum (von Salis, 1793)
- Ranella australasia australasia (Perry, G, 1811).